# العلاقات التشادية المصرية
العلاقات التشادية المصرية هي العلاقات الثنائية التي تجمع بين تشاد ومصر.

## مقارنة بين البلدين
هذه مقارنة عامة ومرجعية للدولتين:
| وجه المقارنة                                              | تشاد                      | مصر           |
| --------------------------------------------------------- | ------------------------- | ------------- |
| المساحة (كم2)                                             | 1.28 مليون                | 1.01 مليون    |
| عدد السكان (نسمة)                                         | 15.23 مليون               | 94.80 مليون   |
| الكثافة السكانية (ن./كم²)                                 | 11.9                      | 93.86         |
| العاصمة                                                   | انجمينا                   | القاهرة       |
| اللغة الرسمية                                             | لغة فرنسية، اللغة العربية | اللغة العربية |
| العملة                                                    | فرنك وسط أفريقي           | جنيه مصري     |
| الناتج المحلي الإجمالي (بليون دولار)                      | 9.98 مليار                | 235.37 مليار  |
| الناتج المحلي الإجمالي (تعادل القوة الشرائية) بليون دولار | 30.54 مليار               | 998.67 مليار  |
| الناتج المحلي الإجمالي الاسمي للفرد دولار أمريكي          | 775                       | 3.61 ألف      |
| الناتج المحلي الإجمالي للفرد دولار أمريكي                 | 2.18 ألف                  |               |
| مؤشر التنمية البشرية                                      | 0.392                     | 0.690         |
| رمز المكالمات الدولي                                      | +235                      | +20           |
| رمز الإنترنت                                              | .td                       | .eg، .مصر     |
| المنطقة الزمنية                                           | ت ع م+01:00               | ت ع م+02:00   |

## منظمات دولية مشتركة
يشترك البلدان في عضوية مجموعة من المنظمات الدولية، منها:
| علم المنظمة | اسم المنظمة                               | تاريخ انضمام تشاد | تاريخ انضمام مصر |
| ----------- | ----------------------------------------- | ----------------- | ---------------- |
|             | مؤسسة التنمية الدولية                     | 7 نوفمبر 1963     | 26 أكتوبر 1960   |
|             | يونسكو                                    | 19 ديسمبر 1960    | 22 يناير 1947    |
|             | وكالة ضمان الاستثمار متعدد الأطراف        | 11 يونيو 2002     | 12 أبريل 1988    |
|             | الأمم المتحدة                             | 20 سبتمبر 1960    | 24 أكتوبر 1945   |
|             | الاتحاد البريدي العالمي                   | ?                 | ?                |
|             | البنك الدولي للإنشاء والتعمير             | 10 يوليو 1963     | 27 ديسمبر 1945   |
|             | منظمة التعاون الإسلامي                    | ?                 | 25 سبتمبر 1969   |
|             | الاتحاد الدولي للاتصالات                  | 25 نوفمبر 1960    | 9 ديسمبر 1876    |
|             | مؤسسة التمويل الدولية                     | 2 أبريل 1998      | 20 يوليو 1956    |
|             | المركز الدولي لتسوية المنازعات الاستشارية | 14 أكتوبر 1966    | 2 يونيو 1972     |
|             | منظمة التجارة العالمية                    | ?                 | 30 يونيو 1995    |
|             | منظمة الشرطة الجنائية الدولية             | ?                 | 7 سبتمبر 1923    |
|             | الاتحاد الأفريقي                          | ?                 | 9 يوليو 2002     |
|             | البنك الإفريقي للتنمية                    | ?                 | 10 سبتمبر 1964   |

## وصلات خارجية
- موقع وزارة الخارجية المصرية